# Elias Brandel (ämbetsman)
Gustav Vilhelm Elias Brandel, född 22 december 1884 i Dillnäs församling i Södermanlands län, död 30 november 1966 i Norrtälje, var en svensk jurist och ämbetsman. Han var son till kontraktsprost Gustaf Brandel och Dorotea Mellström, bror till Manne Brandel samt far till Anders Brandel. 
Brandel blev juris utriusque kandidat 1908, landskontorist i Älvsborgs län 1909, länsbokhållare i Gotlands län 1914, länsassessor i Västerbottens län 1918, i Södermanlands län 1923 och var landskamrerare i Skaraborgs län 1932–1948. Han var ordförande i Sveriges riksbanks avdelningskontor i Mariestad 1934. Brandel blev riddare av Vasaorden 1929 och av Nordstjärneorden 1937.